# سیارک ۱۱۳۳۹۰
سیارک ۱۱۳۳۹۰ (به انگلیسی: 113390 Helvetia، نامگذاری:2002SU19) صد و سیزده هزار و سیصد و نودمین سیارک کشف شده‌است که در ۲۹ سپتامبر ۲۰۰۲ کشف شد.